# Majubins
Os Majubins foram um grupo indígena que teria habitado junto à confluência dos rios Pimenta Buena e Ji-Paraná, ambos no estado brasileiro de Rondônia.